# Lista de prefeitos de Imbituba
Esta é a lista de prefeitos do município de Imbituba, estado brasileiro de Santa Catarina.
| Nº                                                                                       | Nome                                                                                            | Imagem                            | Partido                                          | Vice-prefeito e partido                      | Início do mandato       | Fim do mandato                           | Observações                                                                    |
| 1                                                                                        | Álvaro Monteiro de Barros Catão (Rio de Janeiro, 30.09.1896–Serra da Cantareira/SP, 12.08.1941) |                                   | Partido Republicano Catarinense PRC              | não aplicável                                | 1º de janeiro de 1924   | 6 de outubro de 1930                     | Prefeito eleito no contexto de República Velha.                                |
| Autonomia municipal suprimida pelo Governo Provisório instituído pela Revolução de 1930. |                                                                                                 |                                   |                                                  |                                              |                         |                                          |                                                                                |
| 2                                                                                        | Walter Amadei Silva (Imbituba, 23.02.1927 – Florianópolis, 17.08.1992)                          |                                   | ignorado                                         | não aplicável                                | 5 de agosto de 1958     | 31 de janeiro de 1959                    | Prefeito provisório nomeado pelo Governador estadual.                          |
| 3                                                                                        | Nelson Souza (19? – 13.11.2012)                                                                 |                                   | União Democrática Nacional UDN                   | ignorado                                     | 1º de fevereiro de 1959 | 31 de janeiro de 1964                    | Prefeito eleito em sufrágio universal.                                         |
| 4                                                                                        | Moacir Orige (19? – ignorado)                                                                   |                                   | Partido Trabalhista Brasileiro PTB               | ignorado                                     | 1º de fevereiro de 1964 | 31 de janeiro de 1969                    | Prefeito eleito em sufrágio universal                                          |
| 5                                                                                        | Edward Euzébio de Araújo (19? – ignorado)                                                       |                                   | Aliança Renovadora Nacional ARENA                | ignorado                                     | 1º de fevereiro de 1969 | 31 de janeiro de 1973                    | Prefeito eleito em contexto da Ditadura Militar de 1964.                       |
| 6                                                                                        | Eduardo Elias (Itajaí, c. 1921–Imbituba, 06.05.2024)                                            |                                   | Movimento Democrático Brasileiro MDB             | ignorado                                     | 1º de fevereiro de 1973 | 31 de janeiro de 1977                    | Prefeito eleito em contexto da Ditadura Militar de 1964.                       |
| 7                                                                                        | Geraldo Luiz Francisco (19? – ignorado)                                                         |                                   | Aliança Renovadora Nacional ARENA                | Osny João de Souza (ARENA)                   | 1º de fevereiro de 1977 | 30 de novembro de 1982                   | Prefeito eleito em contexto da Ditadura Militar de 1964.                       |
| 8                                                                                        | Osny João de Souza (Imbituba, 05.12.1928 – Imbituba, 15.02.2017)                                |                                   | Aliança Renovadora Nacional ARENA                | não aplicável                                | 1º de dezembro de 1982  | 31 de janeiro de 1983                    | Vice-prefeito eleito em 1976, assumiu em razão de adoecimento do titular.      |
| 9                                                                                        | Jerônimo Lopes (19? –)                                                                          |                                   | Partido Democrático Social PDS                   | Nilso Inacio Alves (PDS)                     | 1º de fevereiro de 1983 | 31 de dezembro de 1988                   | Prefeito eleito em sufrágio universal com a redemocratização na década de 1980 |
| 10                                                                                       | Luiz Dário Rocha (19? – ignorado)                                                               |                                   | Partido da Frente Liberal PFL                    | Cadir Garbeloto Cargnin (PFL)                | 1º de janeiro de 1989   | 31 de dezembro de 1992                   | Prefeito eleito em sufrágio universal                                          |
| 11                                                                                       | Jerônimo Lopes (19? –)                                                                          |                                   | Partido da Frente Liberal PFL                    | Moacir Freitas da Rosa (PFL)                 | 1° de janeiro de 1993   | 31 de dezembro de 1996                   | Prefeito eleito em sufrágio universal                                          |
| 12                                                                                       | Osny Souza Filho (Imbituba, 02.06.1957–)                                                        |                                   | Partido do Movimento Democrático Brasileiro PMDB | Elísio Sgrott (PPB)                          | 1° de janeiro de 1997   | 31 de dezembro de 2000                   | Prefeito eleito em sufrágio universal                                          |
| 12                                                                                       | Osny Souza Filho (Imbituba, 02.06.1957–)                                                        | Jatir João de Amorim (PSDB)       | Partido do Movimento Democrático Brasileiro PMDB | 1° de janeiro de 2001                        | 31 de dezembro de 2004  | Prefeito reeleito em sufrágio universal  |                                                                                |
| 13                                                                                       | José roberto Martins ''Beto Martins'' (Imbituba, 01.05.1970–)                                   |                                   | Partido da Social Democracia Brasileira PSDB     | Léa de Oliveira Lopes (PFL, DEM)             | 1° de janeiro de 2005   | 31 de dezembro de 2008                   | Prefeito eleito em sufrágio universal.                                         |
| 13                                                                                       | José roberto Martins ''Beto Martins'' (Imbituba, 01.05.1970–)                                   | 1° de janeiro de 2009             | Partido da Social Democracia Brasileira PSDB     | Léa de Oliveira Lopes (PFL, DEM)             | 31 de dezembro de 2012  | Prefeito reeleito em sufrágio universal. |                                                                                |
| 14                                                                                       | Jaison Cardoso de Souza (Imbituba, 02.01.1967–)                                                 |                                   | Partido da Social Democracia Brasileira PSDB     | Elísio Sgrott (PP)                           | 1° de janeiro de 2013   | 31 de dezembro de 2016                   | Prefeito reeleito em sufrágio universal                                        |
| 15                                                                                       | Rosenvaldo da Silva Junior (Imaruí, 03.05.1974–)                                                |                                   | Partido dos Trabalhadores PT                     | Luiz Gonzaga Carvalho "Zaga da Inkor" (PMDB) | 1° de janeiro de 2017   | 31 de dezembro de 2020                   | Prefeito eleito em sufrágio universal                                          |
| 15                                                                                       | Rosenvaldo da Silva Junior (Imaruí, 03.05.1974–)                                                | Partido Socialista Brasileiro PSB | Antonio Clesio Costa (PP)                        | 1° de janeiro de 2021                        | 31 de dezembro de 2024  | Prefeito reeleito em sufrágio universal  |                                                                                |
| 16                                                                                       | Michell Nunes (Imbituba, 10.12.1978–)                                                           | Sin foto.svg                      | PL                                               | Madalena da saúde (PSD)                      | 1° de janeiro de 2025   | Atual                                    | Prefeito eleito em sufrágio universal                                          |